# Броз, Йованка

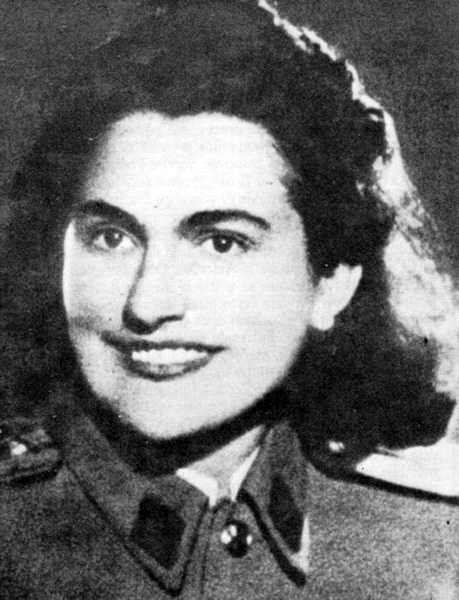
Йованка Броз в годы войны

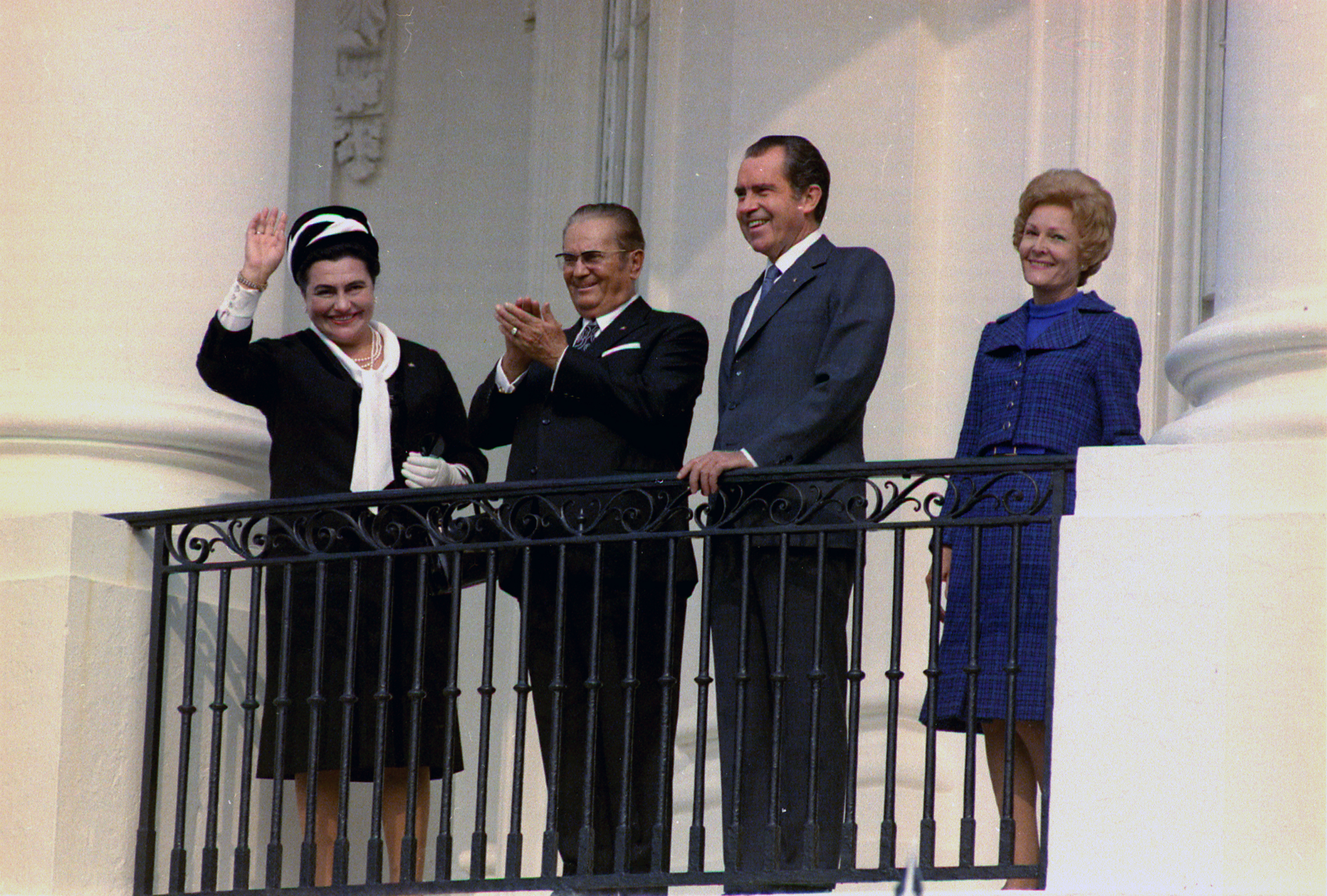
Лидеры и первые леди Югославии и США

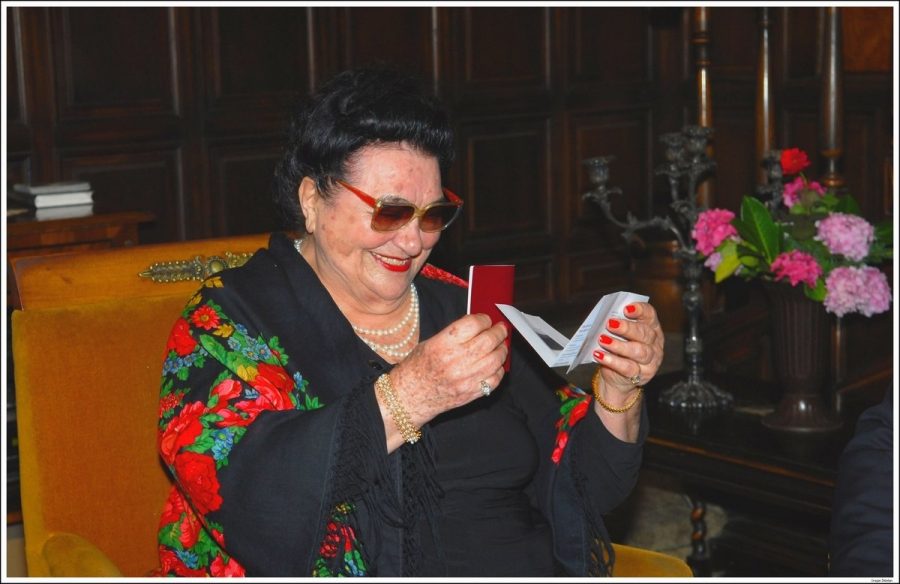
В 2009 году Йованка Броз получила паспорт Сербии

Йованка Будисавлевич-Броз (серб. Јованка Будисављевић Броз; 7 декабря 1924, Печане — 20 октября 2013, Белград) — первая леди Социалистической Федеративной Республики Югославии, вдова первого и единственного президента Югославии Иосипа Броза Тито. Состояла с ним в браке с 1952 по 1980 годы (его пятая жена). Участница Народно-освободительной войны Югославии, подполковник Югославской народной армии. Являлась одной из самых противоречивых женщин Югославии и всего XX века, поскольку редко давала интервью, а 25 лет своей жизни провела под домашним арестом (освободилась только в 2000 году).

## Биография

### Ранние годы
Йованка Будисавлевич родилась 7 декабря 1924 года в селе Печане в Лике (ныне территория Хорватии) в семье Миче и Милице Будисавлевичей (второй ребёнок в семье). В возрасте 17 лет вступила в Союз коммунистов Югославии, в том же возрасте вступила в партизанское движение. В 1943 году были убиты её брат Максим и отец, а сама Йованка в одном из боёв была ранена в ногу и заболела тифом. В возрасте 21 года она получила два Ордена «За храбрость» и памятную Партизанскую медаль 1941 года. Познакомилась с Иосипом Брозом во время десанта эсэсовцев на Дрвар в 1944 году.
Во время войны Йованка служила в 1-й югославской бригаде советской армии.

### Знакомство с Тито
Каким образом юная партизанка из Лики стала женой лидера коммунистов Югославии, до сих пор неизвестно. По официальной версии, после завершения Второй мировой войны министр внутренних дел Александр Ранкович лично выбирал секретаря Иосипа Броза. Из 50 кандидаток Ранкович выбрал пять девушек и представил их Брозу, который и выбрал Йованку Будисавлевич (ей было 24 года). Эту версию подтвердил генерал Джоко Йованич, глава югославской контрразведки, который сам предлагал Йованку на место секретаря Тито. По другой версии, Йованку предложил Иван Краячич, представитель НКВД в Югославии в то время: по некоторым данным, Йованка также была завербована НКВД. По третьей версии генерала Марьяна Краньца, Йованка изначально устроилась медицинским работником у Иосипа Броза, отвечая за чистоту помещений и медицинскую помощь. После того, как в 1946 году умерла Даворянка Паунович, третья жена Иосипа Броза, Йованка стала личным секретарём Тито по рекомендации того же Краньца.

### Первые годы супружеской жизни
До 1952 года Йованка находилась в окружении Тито, будучи фактически его любовницей. По свидетельству Милована Джиласа, одного из идеологов революционного движения в Югославии, из книги «Общение с Тито» (серб. Дружење са Титом) следует, что отношения Йованки и Иосипа были довольно непростыми. Они фактически были преданы огласке в 1951 году, когда Тито лечился после воспаления желчного пузыря. Дело стало продвигаться к свадьбе. Точная её дата до сих пор остаётся предметом дискуссий: известно, что тайное венчание состоялось 15 апреля 1952 на вилле Дунавка в Илоке. Свидетелями на свадьбе были Александр Ранкович и Иван Гошняк. Официально Йованка Броз была представлена как первая леди Югославии после встречи с министром иностранных дел Великобритании Энтони Иденом. 
Согласно Джиласу, Йованка не оказывала никакого влияния на Тито во время принятия решений, проводя время больше дома. По Краньцу, Йованка довольно быстро стала после свадьбы влиять на решения мужа и даже предпринимать попытки по присвоению власти, хотя доказательств тому не было. Джилас также критиковал Йованку, но преимущественно из-за её поведения.
В 1968 году вместе с супругом посетила СССР.

### Проблемы в личной жизни
Отношения в семье начали ухудшаться в начале 1970-х годов, став предметом острых политических дискуссий. Йованка утверждала, что пыталась просто защитить своего пожилого мужа от различных агентов, выдворив 10 из 11 министров СФРЮ как шпионов. Противники Йованки утверждали, что она сама была шпионкой. В 1988 году, согласно заявлению руководства страны, с 1974 по 1988 годы было проведено 59 совещаний, посвящённых поведению жены Тито. 21 января 1974 Тито сам отдал распоряжение создать специальную комиссию по расследованию «дела товарища Йованки». Комиссию возглавил Рато Дугонич, туда же вошли Стеван Дороньский, Тодо Куртович, Фадиль Ходжа, Милош Шумоня, Джемиль Шарац и Иван Кукоч.
Йованку обвиняли в шпионаже в пользу СССР, раскрытии государственной тайны, сговоре с сербским генералитетом, превышении полномочий (незаконном назначении и отстранении от работы высших должностных лиц), участии в заговоре против Александра Ранковича, сговоре с генералом Джоко Йованичем и попытке подготовки государственного переворота и свержения Тито. Однако доказательств как таковых никто не мог предъявить: по мнению большинства людей, Йованка не была причастна ни к каким преступлениям, а её подставляли политики, которые умели манипулировать маршалом Тито. По словам Иво Этеровича, личного фотографа Иосипа Броза, главными провокаторами в Югославии оказались Стане Доланц и Никола Любичич.

### Окончательный разрыв
К середине 1970-х годов Йованка почти полностью отстранилась от своего мужа, который оказался под влиянием Доланца и Любичича. В 1975 году она не посетила с официальным визитом несколько стран, и по стране прокатились слухи о ссоре и разрыве отношений. В апреле того же года Тито оставил свою резиденцию на Ужицкой улице в доме 15 и переехал в Белый двор. 14 июня 1977 Йованка последний раз появилась на людях во время встречи с премьер-министром Норвегии Одваром Нурдли. В конце лета её арестовали и посадили под домашний арест без официального объявления. Официально о разводе никто не сообщал.

### Смерть мужа и изоляция
4 мая 1980 в Любляне после долгой болезни и стодневной комы скончался Иосип Броз Тито, и вся страна погрузилась в траур. На похоронах маршала появилась и его вдова Йованка. 27 июля 1980, спустя три месяца после кончины главы государства, тайная полиция обыскала дом на Ужицкой улице, где проживала чета Броз, конфисковала всё имущество (по новому закону его объявили государственным) и выдворила Йованку из квартиры, отправив её на Бульвар мира в дом 75 под домашний арест. Младшей сестре Наде запретили говорить о произошедшем, угрожая смертью.
Положение Йованки было откровенно плачевным: запасы еды в доме пополнялись только раз в неделю. Отопления и горячей воды в доме не было. В декабре 1985 года Йованка обратилась к депутатам Союзной Скупщины в открытом письме с просьбой о помощи:

Это мучительное метание длилось с 11 часов утра и до глубокой ночи. Утром они куда-то подевались. Ничто не помогло мне быть уверенной, что это были мои личные письма, счета и документы. Я была одна в доме, а все люди, которые там работали, также куда-то исчезли. Я была с десятью незнакомцами и панически их боялась. Боялась даже за свою жизнь. Когда они начали стучать в дверь, я попросила приехать свою сестру Наду. Она присутствовала при той мучительной церемонии обыска. Перед отъездом ко мне пришёл этот Николич и запретил Наде говорить о том, что она видела, иначе она поплатится головой.
Оригинальный текст (серб.)Та мучна преметачина је трајала од једанаест сати пре подне до дубоко у ноћ. Ујутру су све то некуд однели. Ништа нису помогла уверавања да су то моја лична писма, рачуни, документи. Била сам сама у кући, све особље које је ту радило некуд је послато. Била сам са десет непознатих људи и бојала сам се. Бојала сам се чак и за свој живот. Кад су почели обијати врата, позвала сам своју сестру Наду да дође. Она је присутствовала целој тој мучној ситуацији чишћења. При одласку, пришао ми је тај Николић и запретио да ће ако Нада буде говорила шта је тог дана видела, то и главом платити.

С тех пор Йованку больше никто не беспокоил. Решение об освобождении Йованки не принял даже пришедший к власти Слободан Милошевич, и только в 2000 году Йованка покинула свою «тюрьму» после распоряжения Воислава Коштуницы. В 2003 году в интервью Йованка заявила, что её муж не был ни к чему причастен и старался спасти её жизнь. Она повторяла до конца дней, что Доланц и Любичич были основными виновниками произошедшего. Отсудить у государства конфискованное имущество Йованка не смогла даже после отмены закона о конфискации, поскольку суд утратил соответствующие документы.
По мнению Йошки Броза, внука Иосипа Броза Тито, Йованка прекратила общение с семьёй по своей инициативе после смерти мужа. Для самого Йошки это было крайне болезненно, поскольку он считал её более доброй по сравнению с дедом.

### Документы
В 2006 году министр Расим Льяич лично встретился с Йованкой и помог ей получить документы на жильё, которых у неё не было с момента домашнего ареста. 6 июля 2009 года Йованка Броз торжественно получила паспорт гражданина Сербии из рук министра внутренних дел Ивицы Дачича (там же присутствовал и Расим Льяич, уже министр внутренних дел). Йованка поблагодарила министров и пошутила, что снова теперь начнёт путешествовать за границу.

### Болезнь и кончина
23 августа 2013 года Йованка была экстренно госпитализирована в Клинический центр Белграда в тяжёлом состоянии здоровья: по сообщениям центра, был установлен начальный сепсис организма, у Йованки также обнаружили пролежни и раны неизвестного происхождения (предположительно, от онкологического заболевания). Вскоре клиника по просьбе общественности прекратила сообщать информацию о состоянии здоровья Йованки, сославшись на врачебную тайну. Врачи боролись за её жизнь, однако 20 октября 2013 года Йованка Броз умерла на 89-м году жизни.
Йованка Броз была похоронена 26 октября 2013 года в «Доме цветов» рядом с мужем, согласно её последней воле. Похороны состоялись с воинскими почестями.

## Награды
Помимо двух орденов «За храбрость» и медали Партизанской памяти, Йованка была награждена Орденом Югославской звезды с золотым венком, Золотой звездой ордена братства и единства и Большим крестом Ордена «За заслуги» Франции: указ об этом подписал 6 декабря 1976 года президент Франции Валери Жискар д'Эстен, наградив тем же орденом и её мужа.